# Валитоза (Анкона)
Валитоза (итал. Valitosa) насеље је у Италији у округу Анкона, региону Марке.
Према процени из 2011. у насељу је живело 55 становника. Насеље се налази на надморској висини од 403 м.